# Paris 92
Paris 92 er en fransk håndboldklub, hjemmehørende i Paris. Klubben er en af de bedste klubber i hele Frankrig og rykkede op i den franske liga i 2010. Holdet trænes af Yacine Messaoudi og klubben ledes af Jean-Marie Sifre.
Klubben blev grundlagt i 1999 med navnet Issy-les-Moulineaux og havde ikke noget tilstødende herrehold. I 2009 skiftede klubben navn til Issy-Paris Hand, som den hed i 9 år, indtil den i 2018 hed Paris 92.
Holdet spiller de fleste af deres hjemmekampe i Palais des Sports Robert-Charpentier, der kan rumme op til 1.700 tilskuere. Ved større nationale eller internationale kampe kan de rykke ind i Stade Pierre de Coubertin, der kan rumme op til 4.016 personer.

## Resultater
- Championnat de France de handball (kvinder):
  - Sølv: 2012, 2014
- Championnat de France de handball Cup:
  - Guld: 2014
  - Finalist: 2009, 2010
- Championnat de France de handball:
  - Vinder: 2013
  - Bronze: 2008, 2009, 2014
- EHF Cup:
  - Kvartfinale 2009
- EHF Vinder Cup:
  - Guld 2013
- EHF Challenge Cup:
  - Guld: 2014

## Spillertruppen 2022-23
| Målvogtere - 01 Roxanne Frank - 16 Lea Serdarević Fløjspillere LW - 10 Aminata Cissikho - 19 Alice Mazens RW - 21 Amélie Dufeil - 28 Namizata Fofana Stregspillere - 09 Astride N'Gouan - 92 Adja Ouattara | Bagspillere LB - 27 Lara Gonzalez Ortega - 29 Gnonsiane Niombla CB - 17 Coura Kanouté - 22 Déborah Lassource - 25 Méline Nocandy RB - 18 Jannela Blonbou - 20 Laura Flippes |

### Transfers
Transfers i sæsonen 2023-24.
| Tilgange | Afgange |

### Tidligere spillere
| - Armelle Attingré (2009-2016) - Paule Baudouin (2006-2008) - Lesly Briemant (2010-2015) - Audrey Bruneau (2008-2012) - Doungou Camara (2012-2017) - Cléopâtre Darleux (2007-2009) - Siraba Dembélé (2008-2009) - Audrey Deroin (2004-2009) - Amélie Goudjo (2007-2008, 2010-2014) - Sophie Herbrecht (2006-2009) - Stella Joseph-Mathieu (2000-2003) - Coralie Lassource (2008-2017 - Astride N'Gouan (2010-2014) - Allison Pineau (2006-2009) - Marie-Audrey Sababady (2005-2011) - Mariama Signaté (2011-2014) - Angélique Spincer (2006-2015) | - Chloé Bulleux (2017-2019) - Allison Pineau (2006-2009) - Marie-Audrey Sababady (2005-2011) - Kalidiatou Niakaté (2011-2017) - Hanna Bredal Oftedal (2014-2019) - Stine Bredal Oftedal (2013-2017) - Pernille Wibe (2013-2017) - Charlotte Mordal (2010-2014) - Mayssa Pessoa (2011-2012) - Krisztina Pigniczki (2008-2011) - Frida Tegstedt (2016-2017) - Jasna Tošković (2012-2013) - Marija Jovanović (2014-2016) - Karolina Zalewska (2008-2017) - Crina Pintea (2017-2019) - Sonja Frey (2017-2019) |